# Mautino Peak
Mautino Peak är en bergstopp i Antarktis. Den ligger i Östantarktis. Nya Zeeland gör anspråk på området. Toppen på Mautino Peak är 1 444 meter över havet, eller 109 meter över den omgivande terrängen. Bredden vid basen är 1,1 km.
Terrängen runt Mautino Peak är varierad. Trakten är obefolkad. Det finns inga samhällen i närheten. 